# Potatoes for Christmas
Potatoes for Christmas es el primer EP de la banda de rock californiana Papa Roach. La EP ahora se encuentra sólo disponible en formato digital, y fue lanzado originalmente en 1994 por dB Records. Dave Buckner no se presentó en el EP, a pesar de estar en la banda, debido a que estaba pasando el año en Seattle, por lo que fue sustituido temporalmente por Ryan Brown.

## Lista de canciones
Todas las canciones escritas y compuestas por Papa Roach. 
| N.º | Título            | Duración |  |
| 1.  | «Coffee Thoughts» | 4:14     |  |
| 2.  | «Mama's Dress»    | 3:05     |  |
| 3.  | «Lenny's»         | 4:13     |  |
| 4.  | «Lulu Espidiachi» | 3:04     |  |
| 5.  | «Cheez-Z-Fux»     | 3:53     |  |
| 6.  | «I Love Babies»   | 4:02     |  |
| 7.  | «Dendrilopis»     | 1:06     |  |

## Créditos
- Jacoby Shaddix: voz
- Jerry Horton: guitarra, coros
- Will James: bajo, coros
- Ryan Brown: batería, percusión

- Datos: Q1955475